# Pyxiloricaria menezesi
Pyxiloricaria menezesi är en fiskart som beskrevs av Isaac J.H. Isbrücker och Nijssen, 1984. Pyxiloricaria menezesi ingår i släktet Pyxiloricaria och familjen Loricariidae. Inga underarter finns listade i Catalogue of Life.